# Parafia św. Józefa w Toruniu

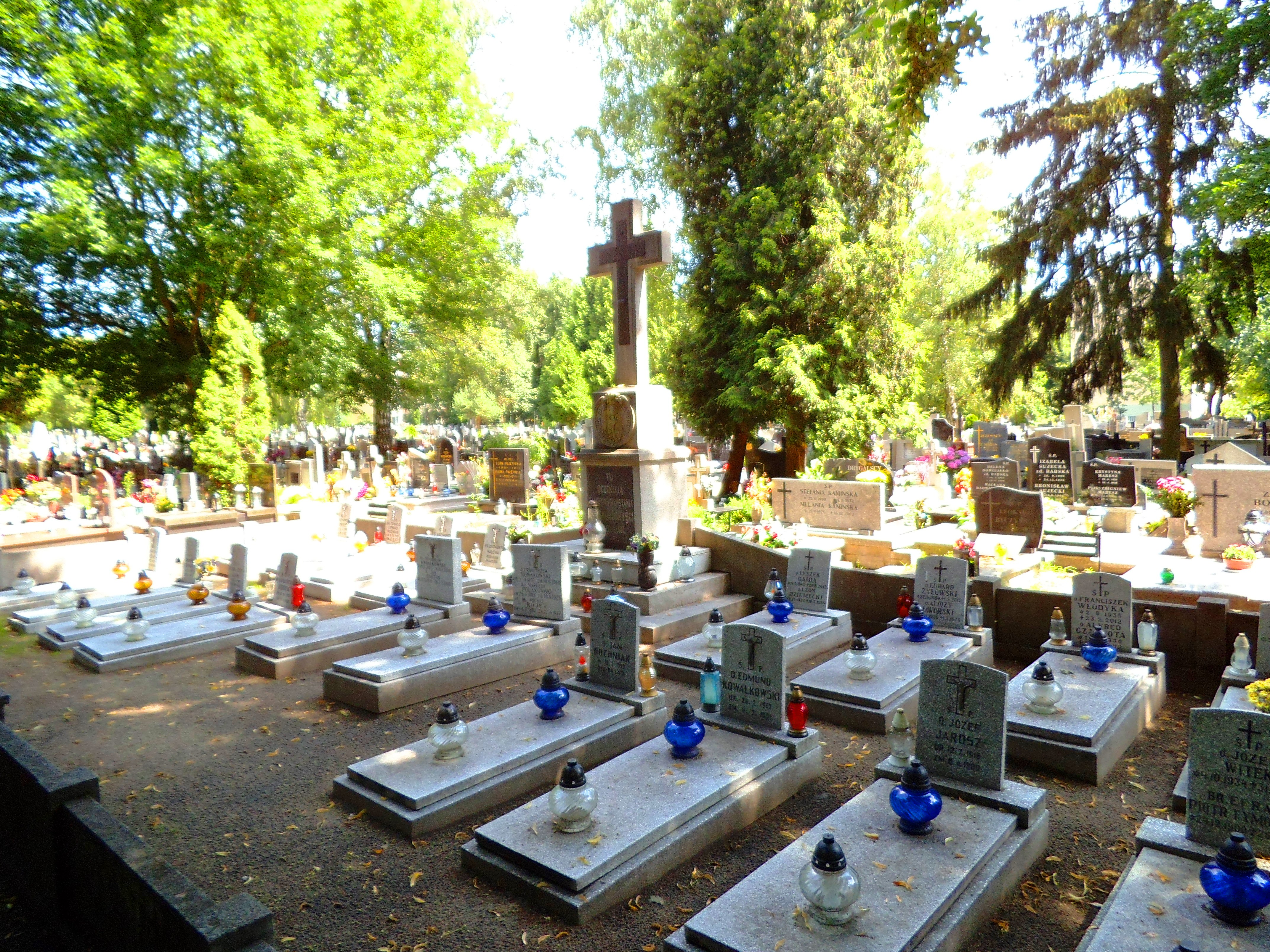
Groby redemptorystów na Cmentarzu NMP w Toruniu

Parafia św. Józefa w Toruniu – parafia rzymskokatolicka w diecezji toruńskiej, w dekanacie Toruń II, z siedzibą w Toruniu. Erygowana 29 listopada 1950.

## Historia
W 1921 roku do Stawek przybył zakon redemptorystów. Zakonnicy założyli tam dom zakonny i juwenat. W 1924 roku zakonnicy kupili ok. 5 ha ziemi na Bielanach. Dwa lata później rozpoczęto budowę domu gospodarczego, stanowiącego jednocześnie tymczasowy klasztor. 13 listopada 1929 roku oddano do użytku część klasztorną. Budowa kościoła była wstrzymana z powodów finansowych. Nabożeństwa odbywały się w prowizorycznej kaplicy, poświęconej 11 września 1927 roku.
Parafia została erygowana 29 listopada 1950 roku. Została ona wydzielona z parafii Wniebowzięcia Najświętszej Maryi Panny. Była to pierwsza parafia w Polsce prowadzona przez redemptorystów. Pierwszym proboszczem został o. Kazimierza Hołda.
W wyniku wzrostu liczby wiernych w 1957 roku zdecydowano się na budowę kościoła. Budowa kościoła rozpoczęła się 6 czerwca 1958 roku. Zbudowano ją na miejscu wcześniej zburzonej kaplicy. Kamień węgielny został poświęcony i wmurowany przez biskupa ordynariusza Kazimierza Kowalskiego dnia 6 czerwca 1959 roku. Podczas prac nabożeństwa odbywały się w juwenacie. Świątynie oddano do użytku 25 grudnia 1963 roku, konsekracja odbyła się pół roku wcześniej, 14 czerwca.

## Ulice
Ulice na obszarze parafii:

- Agrestowa
- Balonowa
- Baśniowa
- Bema (numery nieparzyste)
- Bluszczowa
- Borowiacka
- Bielańska
- Boczna
- Brzechwy
- Św. Andrzeja Boboli (1-23 i 2-16)
- Cicha
- Czysta
- Długosza
- Dobra
- Fałata
- Gagarina
- Graniczna (3, 4-12)
- Grunwaldzka
- Hurynowicz
- Irysowa
- Jagodowa
- Jaracza
- Jaroczyńskiego
- Jaśminowa
- Jesienna
- Jeżynowa
- św. Józefa
- Kasprowicza (21-33, 16-34)
- Kaszubska
- Końcowa (1-3, 4)
- Krótka
- Kurpiowska
- Makuszyńskiego
- Malinowa
- Małachowskiego (5-15, 2-28)
- Miła
- Mireckiego
- Nałkowskiej
- Norwida
- Olszewskiego
- Orzechowa
- Osiedlowa
- Owocowa
- Piękna
- Podgórna (3-9, 2-8)
- Porzeczkowa
- Ptasia
- Reja (23-35, 48-68)
- Sienkiewicza (35)
- Spokojna
- Szosa Chełmińska (69-173, 76-140e)
- Szosa Okrężna
- Śniadeckich
- Truskawkowa
- Warmińska
- Wąska
- Wesoła
- Willowa
- Wiosenna
- Wyspiańskiego
- Wodociągowa
- Wybickiego
- Wyczółkowskiego
- Wyspiańskiego
- Zamenhofa (1-33, 6-12c)
- Źródlana
- Żeromskiego
- Żwirki i Wigury (1-19, 2-52)